# エチレンブラシレート
エチレンブラシレート（英: Ethylene brassylate、CAS名:1,4,-Dioxacycloheptadecane-5,17-dione）は、化学式C15H26O4で表される、エチレングリコールの大環状エステルで、合成ムスクとして大量生産されている。

## 用途
甘みのある香りで残香性が良く、アルコールに対する溶解性が優れていることから石鹸・洗剤、シャンプー・リンス、オーデコロンやヘアトニックなどに多用される。商標名に「Musk T」「Musk MC-5」「Musk BRB」「Astrotone」がある。

## 合成
溶媒のポリエチレンにブラシル酸ジメチル、アルミニウム粉末を加え160-170℃に加熱し、これに徐々にナトリウムメトキシドとエチレングリコールを加えてメタノールを除去しながらエステル交換反応を行う。170-230℃で重合させたのち240-295℃、0.2-0.3kPaに減圧し、攪拌して解重合し大環状モノマーを留去させる。こうして得られた粗製品を蒸留塔で精製することにより製造される。

## 安全性
日本の消防法では危険物第4類第3石油類に分類される。ニトロムスク類と比較して生分解性が高い。